# Svrčovec
Svrčovec je vesnice, část obce Dolany v okrese Klatovy v Plzeňském kraji. Nachází se asi 2,5 kilometru jižně od Dolan. Prochází zde silnice II/185. Je zde evidováno 90 adres. V roce 2011 zde trvale žilo 203 obyvatel.
Svrčovec je také název katastrálního území o rozloze 4,91 km². V katastrálním území Svrčovec leží i Andělice.

## Historie
První písemná zmínka o vesnici pochází z roku 1334.

## Obyvatelstvo
| Rok            | 1869 | 1880 | 1890 | 1900 | 1910 | 1921 | 1930 | 1950 | 1961 | 1970 | 1980 | 1991 | 2001 | 2011 | 2021 |
| -------------- | ---- | ---- | ---- | ---- | ---- | ---- | ---- | ---- | ---- | ---- | ---- | ---- | ---- | ---- | ---- |
| Počet obyvatel | 388  | 434  | 399  | 400  | 449  | 412  | 379  | 271  | 283  | 263  | 256  | 207  | 174  | 203  | 239  |
| Počet domů     | 64   | 64   | 65   | 63   | 66   | 65   | 69   | 71   | 86   | 73   | 76   | 76   | 76   | 83   | 100  |

## Obecní správa
Při sčítání lidu v letech 1850–1963 Svrčovec byl samostatnou obcí v okrese Klatovy. Od roku 1964 je částí obce Dolany v okrese Klatovy. V letech 1850–1950 k obci patřily Andělice.

## Pamětihodnosti
- Majitelé Komošína ve druhé polovině 15. století opustili hrad a vybudovali si svrčoveckou tvrz. Poprvé je připomínána až roku 1510, kdy Svrčovec koupil Jan Jeníšek z Újezda. Po roce 1800 byl ve tvrzi zřízen pivovar a ve třicátých letech 19. století v ní byla ruční přádelna vlny. Na konci 19. století byla tvrz rozdělena na sedm parcel pro domky.[10] Stavení na jedné z parcel bylo zbořeno, a proto dnes komplex obsahuje jen šest popisných čísel. Po požáru při úpravách po roce 1918 byla celistvost vnitřního průčelí tvrze domky výrazně rozčleněna. Původní tvrz byla postavena okolo kruhového nádvoří a dochovala se v rozsahu popisných čísel 13, 14, 36, 66, 68, 69, 70. Zadní stěny dnešních domků dodnes zachovávají kruhový charakter bývalé tvrze.[11]
- Pamětní kříž

## Galerie

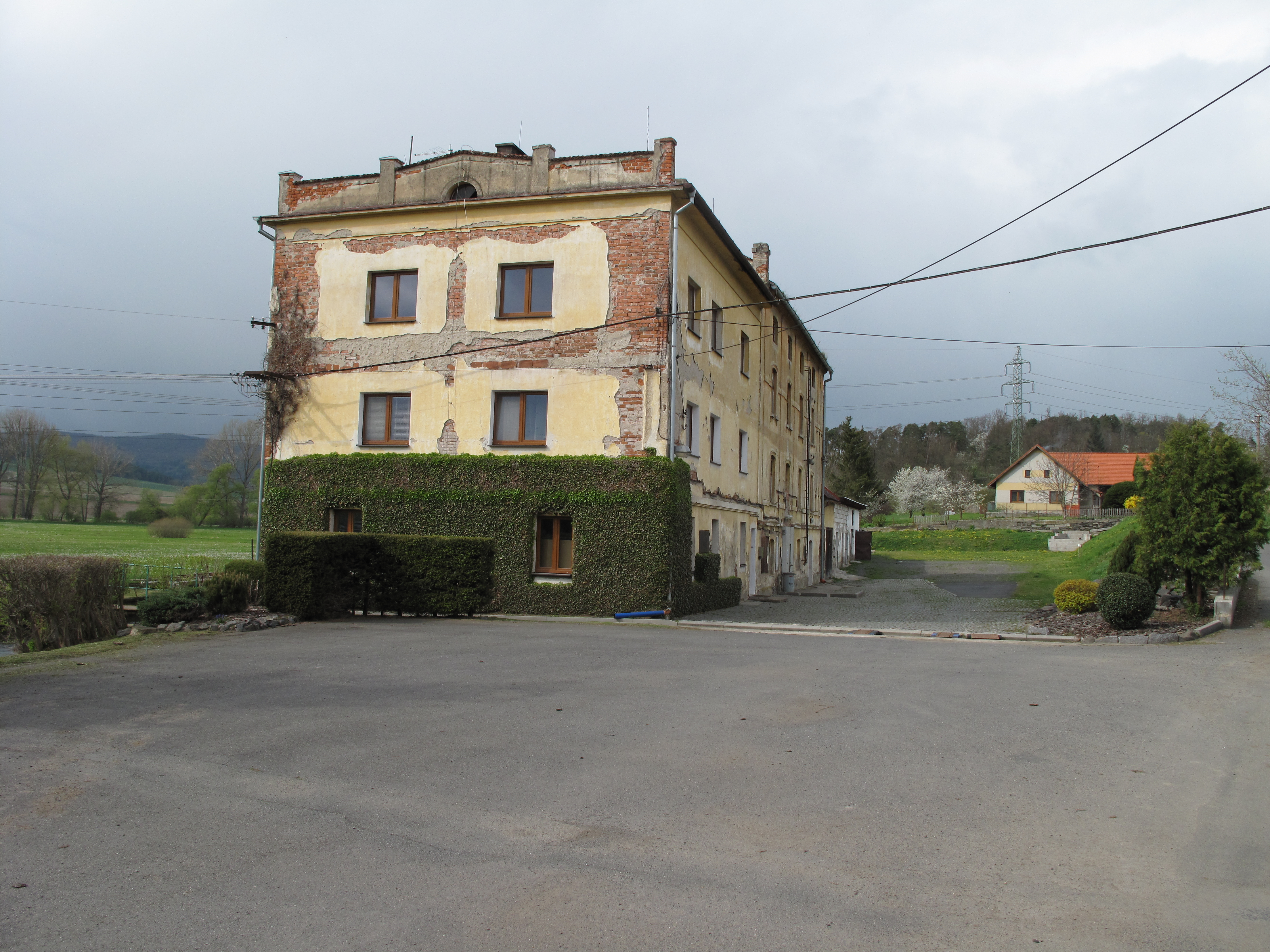
Mlýn
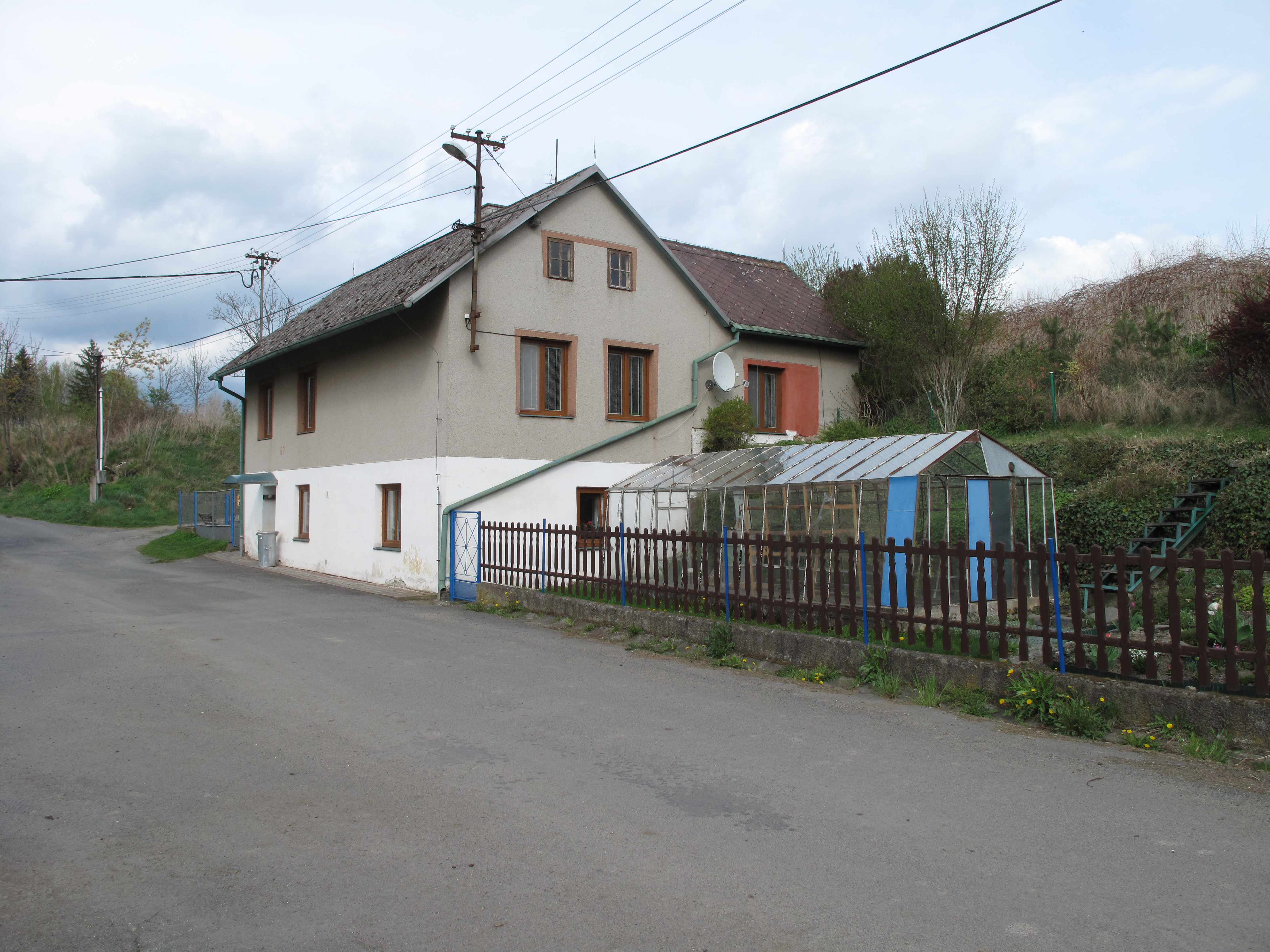
Místní dům
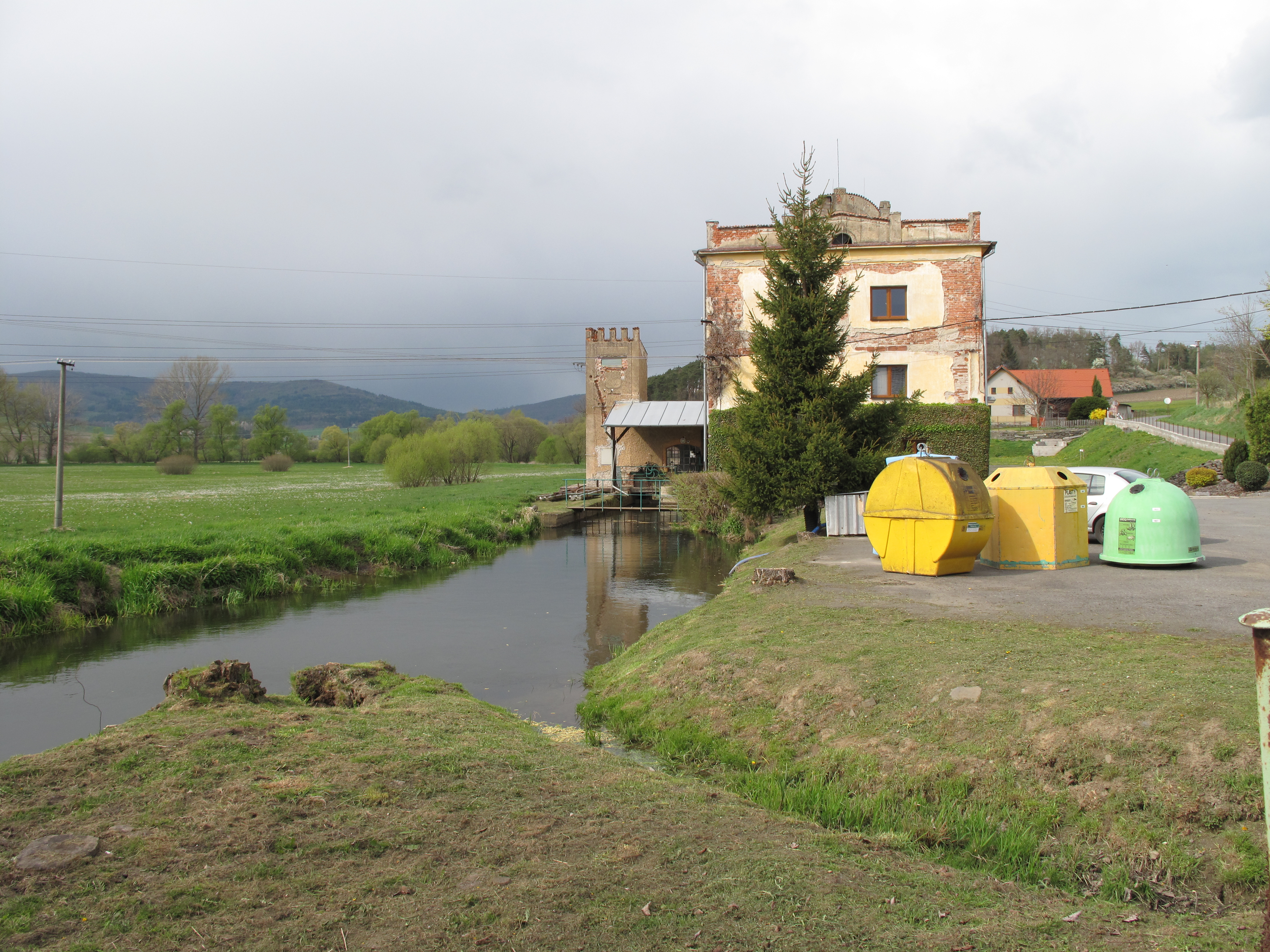
Mlýn